# Journal of Immunology
The Journal of Immunology ("Przegląd Immunologiczny") – medyczne recenzowane czasopismo naukowe, wydawane w Stanach Zjednoczonych, publikujące wyniki badań naukowych i klinicznych we wszystkich aspektach immunologii. Założone przez Arthura F. Coca w roku 1915 (we współpracy z Edwardem B. Passano), w związku z wstrzymaniem z powodu wybuchu I wojny światowej wychodzącego w Jenie w Niemczech pisma Zeitschrift für Immunitätsforschung. Wydawane przez American Association of Immunologists (Amerykańskie Stowarzyszenie Immunologów). Jego wydania drukowane są (i publikowane on-line) dwa razy w miesiącu: pierwszego i piętnastego dnia każdego miesiąca.